# رون جونز (عداء سريع)
رون جونز (بالإنجليزية: Ronald Jones) هو عداء سريع بريطاني، ولد في 19 أغسطس 1934 في أبردير ‏ في المملكة المتحدة.

## وصلات خارجية
- رون جونز على موقع الاتحاد الدولي لألعاب القوى (الإنجليزية)
- رون جونز على موقع أوليمبيديا (الإنجليزية)
- رون جونز على موقع اللجنة الأولمبية البريطانية (الإنجليزية)